# Allium intradarvazicum
Allium intradarvazicum  (лат.) — вид однодольных растений рода Лук (Allium) семейства Амариллисовые (Amaryllidaceae). Растение впервые описано немецким ботаником Райнхардом М. Фричем в 2009 году, наряду с Allium khozratense, Allium chychkanense и Allium furkatii.

## Распространение, описание
Эндемик Таджикистана. Описан из Дарвазского хребта.
Луковичный геофит. Луковицы сужено-шаровидные, обычно до 2 см шириной; чешуя серовато-коричневая. Стебель 25—40 см, несёт 1—2 зеленых (с бурым оттенком у основания) листа длиной 1—4,5 см. Соцветие несёт относительно большое количество цветков. Цветки желтовато-буроватые с коричневыми прожилками, с приятным запахом. Цветёт в мае. Плод — коробочка.